# Стиль королеви Анни
Стиль королеви Анни — стиль в архітектурі, меблях та ювелірній справі, популярний за часів британської королеви Анни Стюарт (1702—1707). Характеризується класицистичною формою пізнього Відродження у поєднанні з просторовою композицією, типовою для бароко.
В архітектурі стиль королеви Анни знайшов прояв у монументальних палацово-садових комплексах. Прикладами таких будівель є замок Говард (1702—1714) та палац Бленгейм (1705–1724) за проєктом Джона Ванбру.
У меблярстві у стилі королеви Анни найчастіше використовували горіхове дерево. Простоті та елегантності віддавали перевагу перед репрезентативністю, перевагою меблів цього стилю є їхня ужитковість. В оздобленні дуже популярними були китайські мотиви як декоративний елемент. Цей стиль вплинув на творчість виробників меблів вісімнадцятого століття, таких як Томас Чіппендейл, Джордж Геплвайт, Томас Шератон та Роберт та Джеймс Адам.
У ювелірній справі стиль королеви Анни знаменує відмову від рельєфних прикрас на користь простіших форм. Стиль королеви Анни, розроблений у 1715–1725 рр. із використанням складної орнаментики, називається прикрашеною королевою Анною (англ. decorated Queen Anne).

## Наслідування
У XIX столітті деякі риси оригінального архітектурного стилю королеви Анни використовувались у численних наслідуваннях у загальних рамках історизму як англ. Queen Anne Revival як у самій Великій Британії, так і у США, Канаді, Австралії та інших країнах.

## Галерея

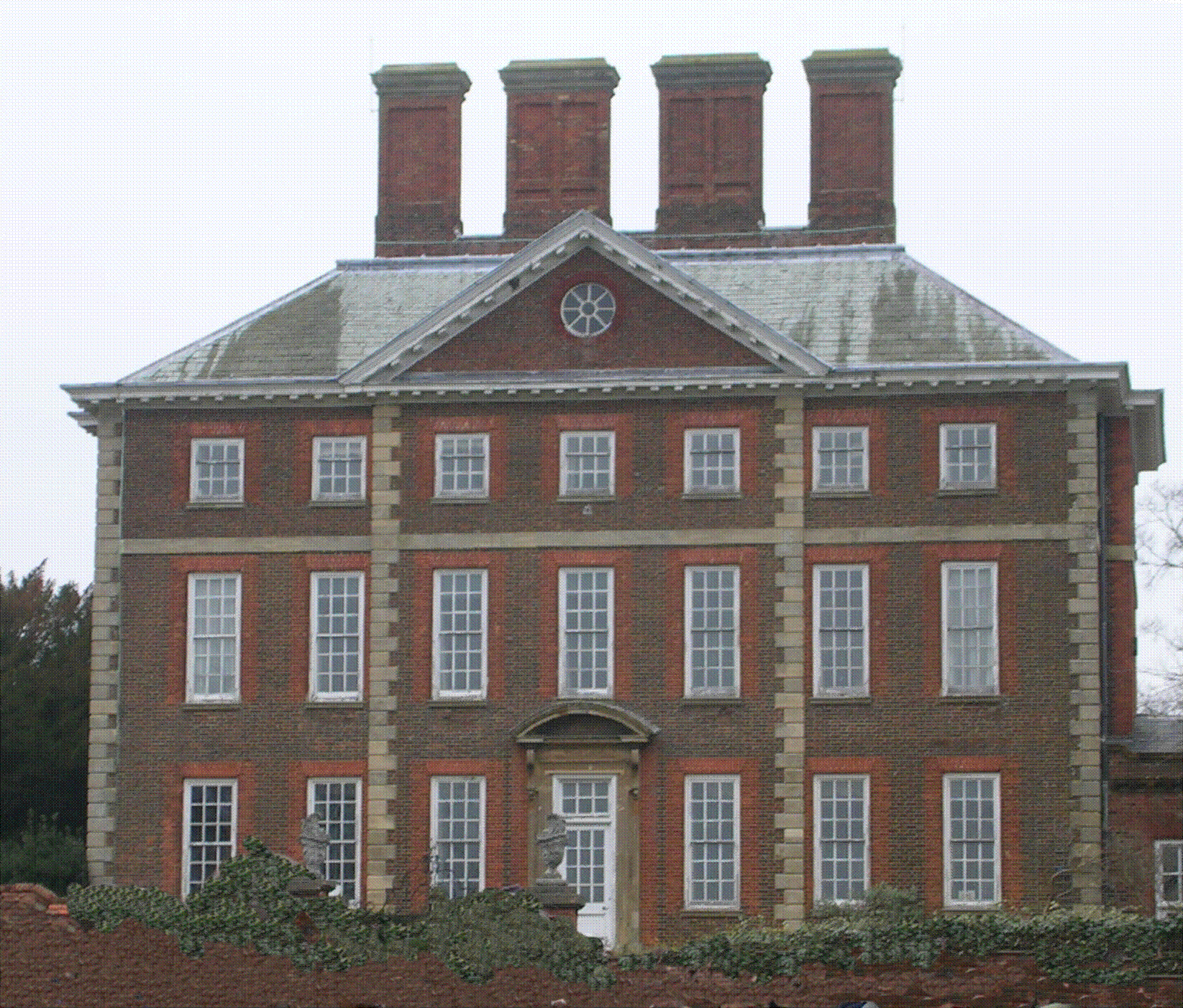
Вінслов-Гол у Бекінгемширі (1700) має риси, типові для оригінального англійського стилю
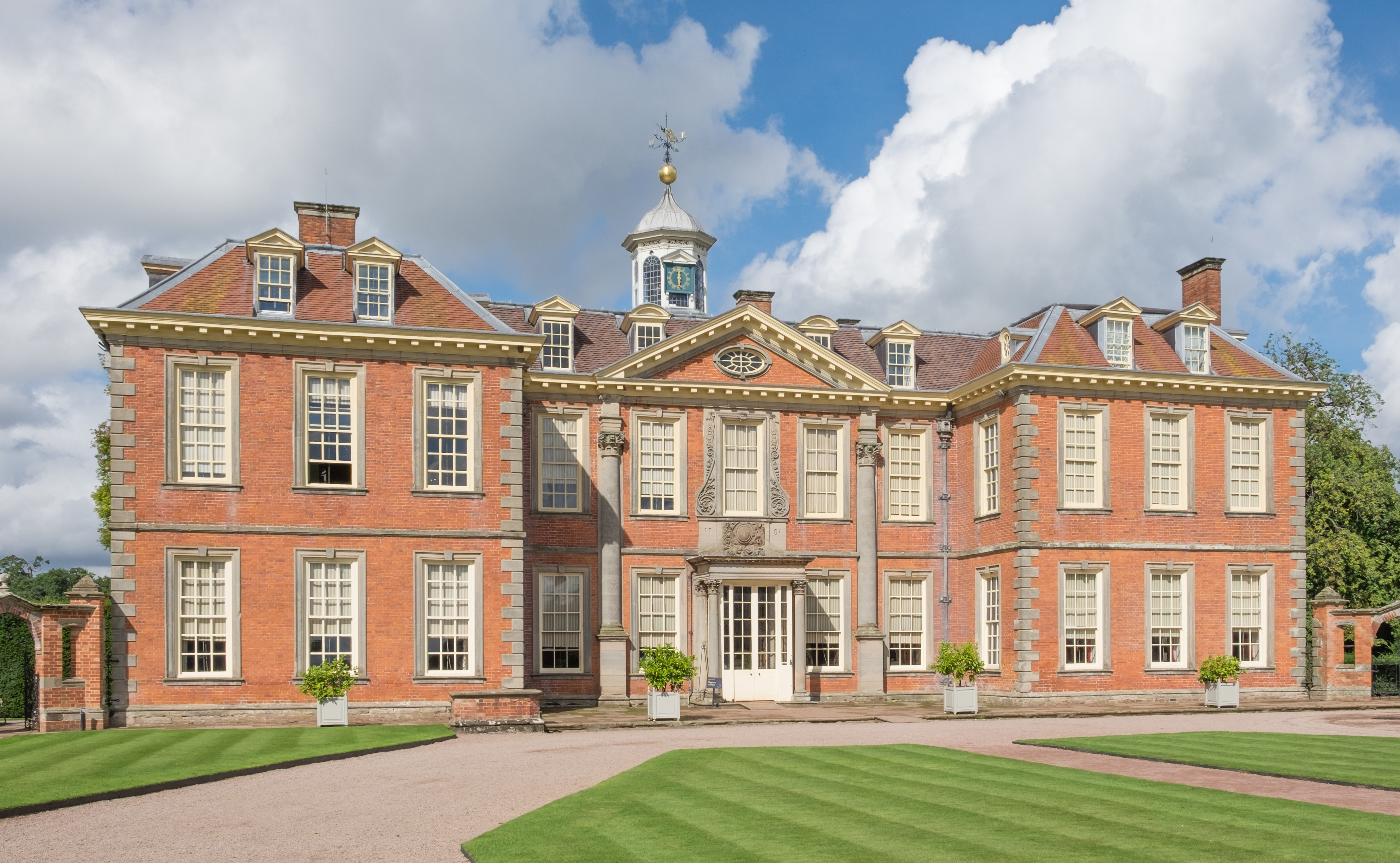
Ганбері-Гол у Вустерширі (бл. 1706) ймовірно, найбільша зі споруд в англійському стилі королеви Анни
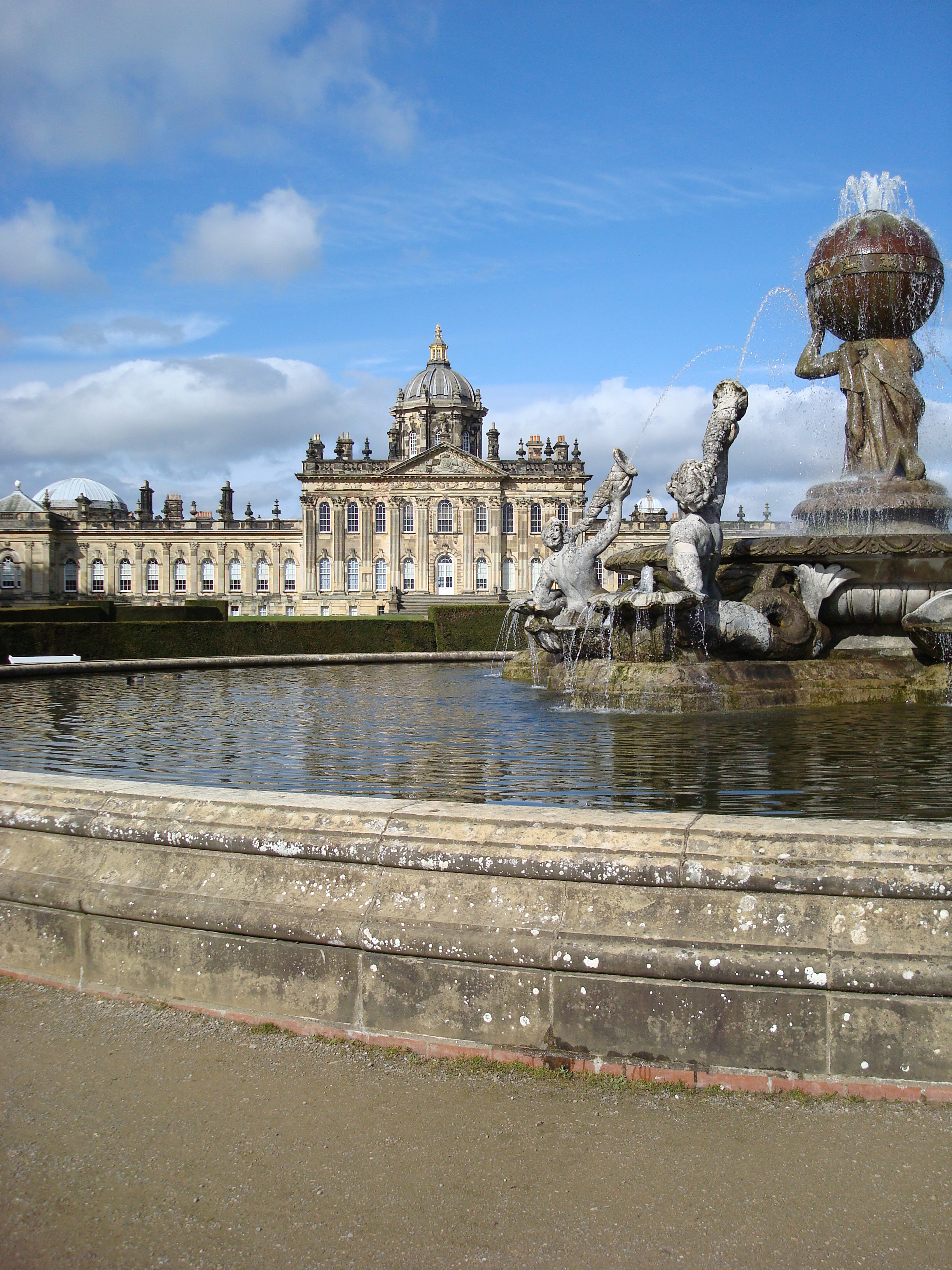
Замок Говард у 2008 році
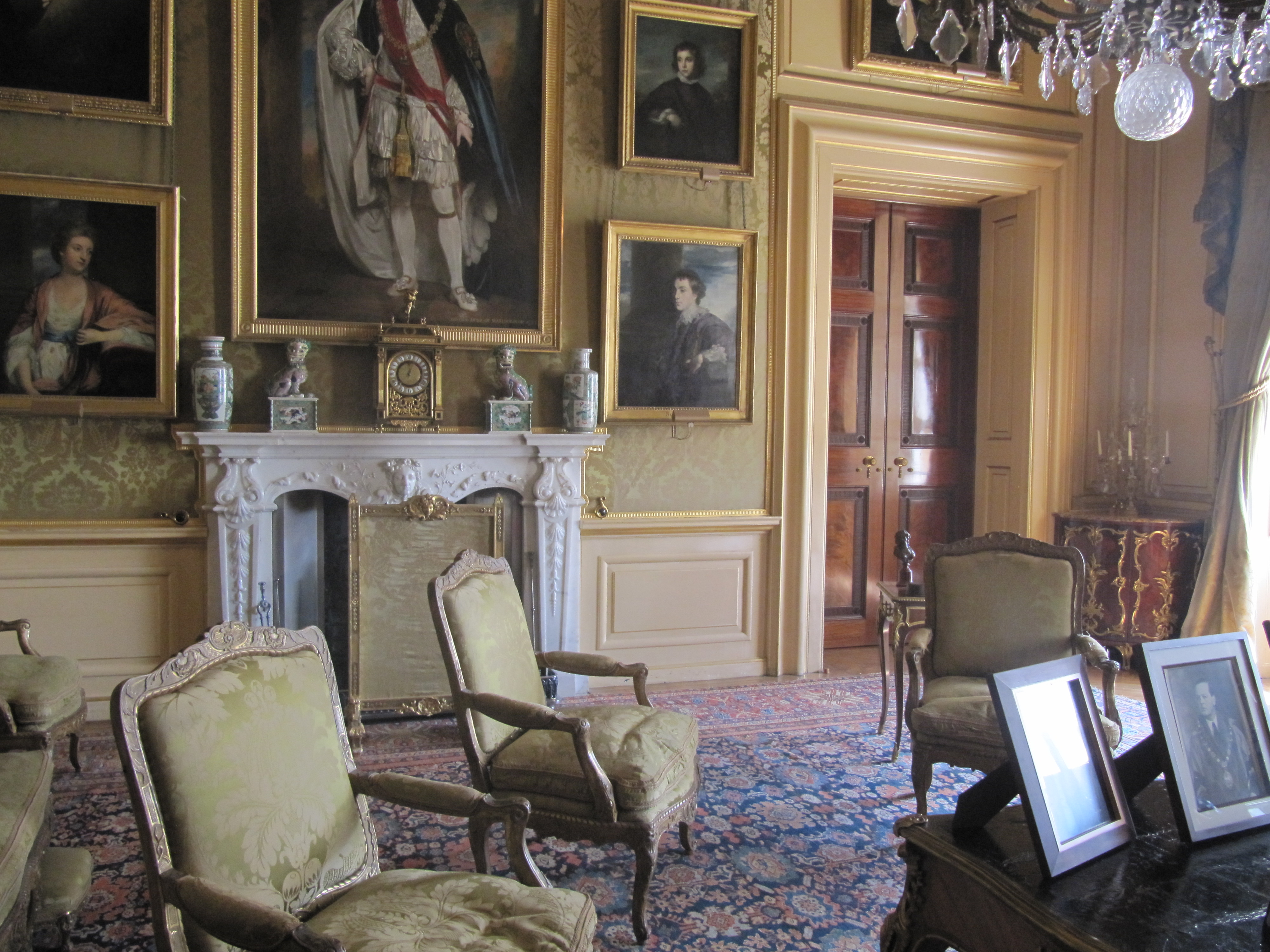
Інтер'єр палацу Бленгейм на 2013 рік
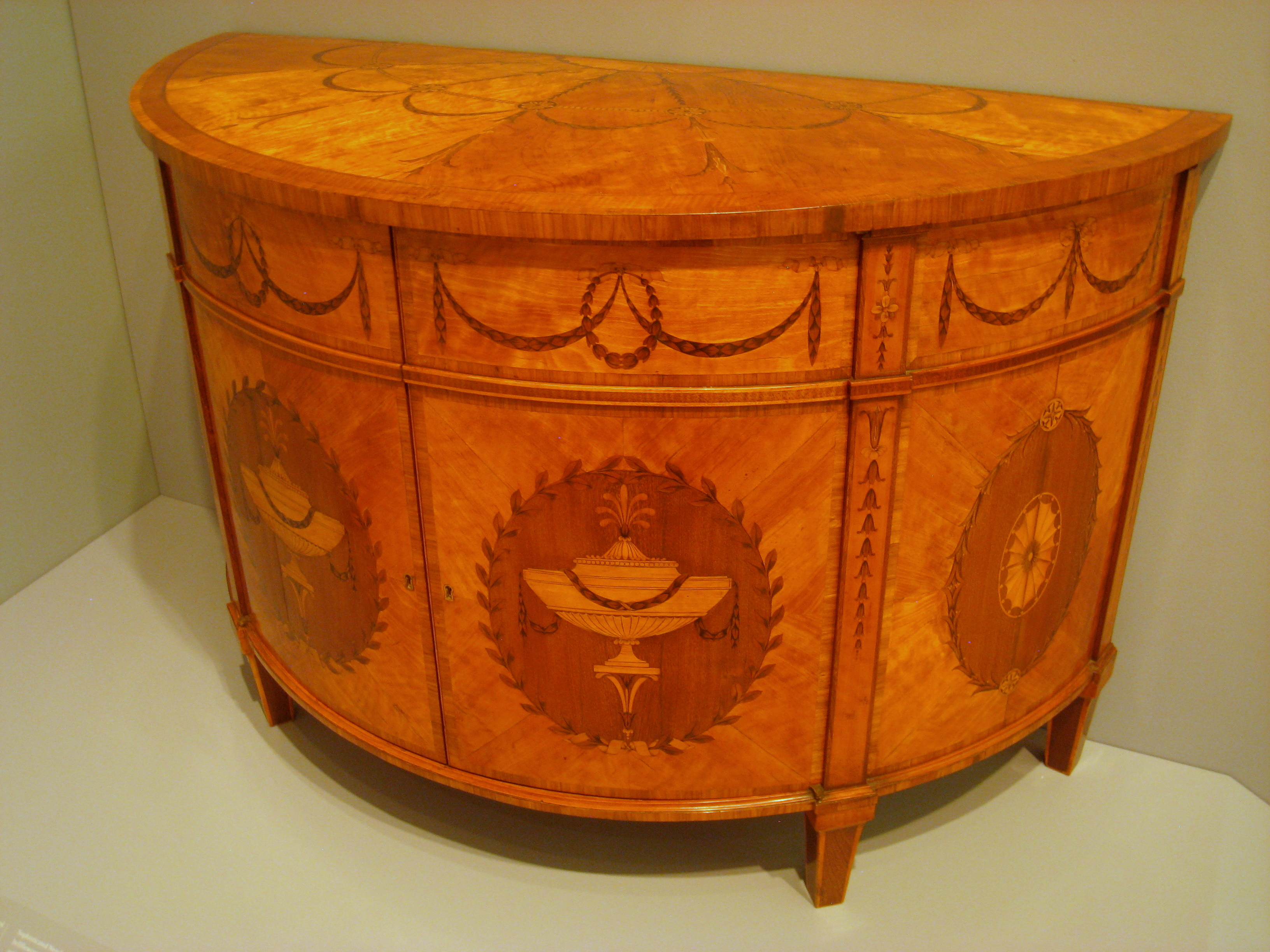
Комод Чіппендейла, близько 1778 року
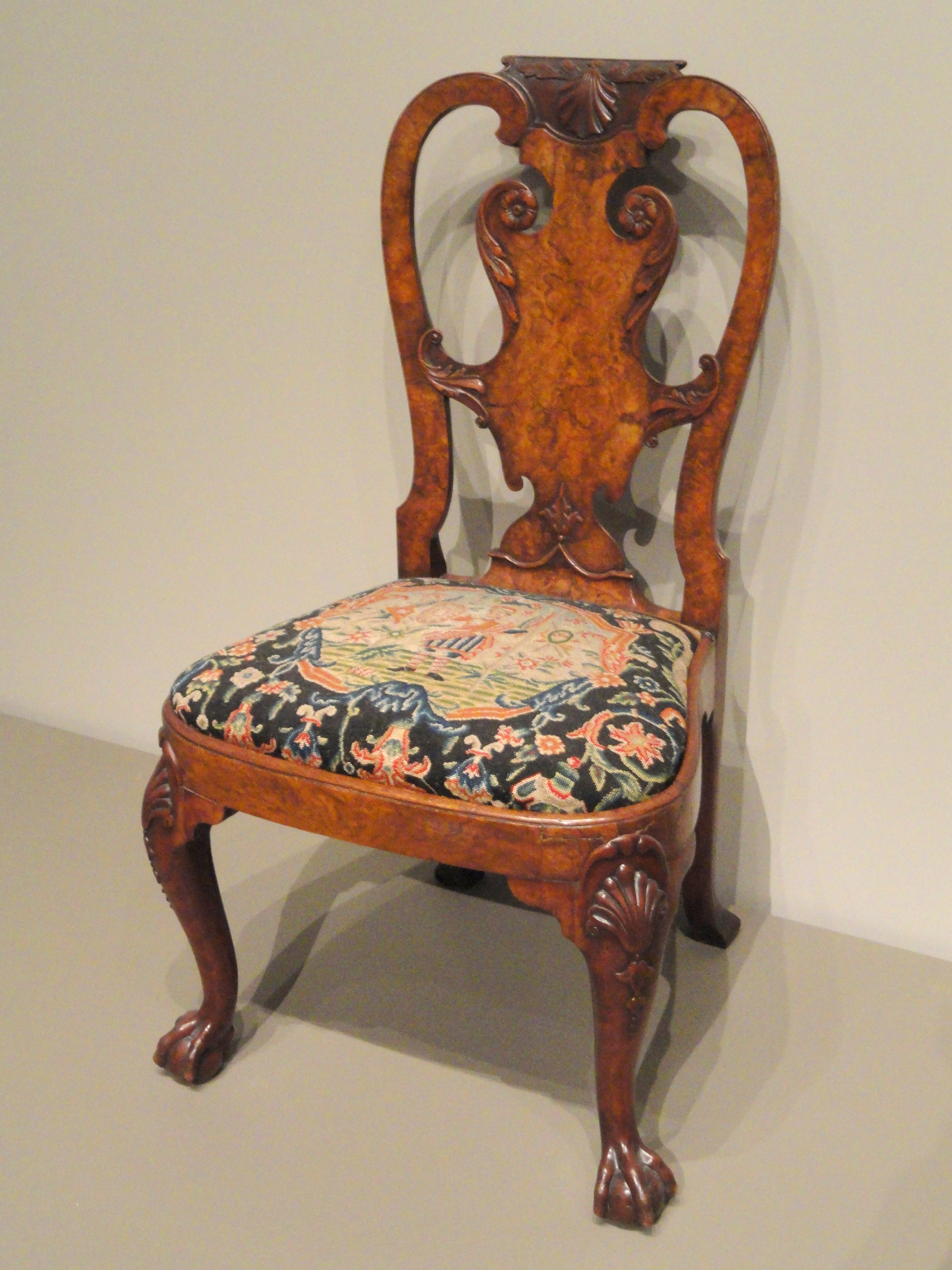
Стілець Джайлза Ґренді, близько 1740 року